# Ludovico Buglio
Ludovico Buglio (nombre en chino tradicional, 利類思; pinyin, Li Leisi; Mineo, 26 de enero de 1606 - Pekín, 7 de octubre de 1682) fue un jesuita y sinólogo italiano, misionero en China durante diez años a finales de la dinastía Ming y principios de la Qing. Fue el primer misionero católico en llegar a Sichuan, la entonces frontera occidental de la China imperial.

## Vida
Nacido de una familia noble siciliana, a los seis años se le inició (18 de mayo de 1612) en la Orden de Malta. Terminado su noviciado en la Compañía de Jesús, estudió en el colegio de Palermo y, luego, en el Collegio Romano, donde fue ordenado sacerdote. Pidió por primera vez las misiones el 18 de mayo de 1626, pero hasta el 13 de abril de 1635 no zarpó de Lisboa. Llegado a Macao en 1636, empezó sus estudios del chino.
Enviado a la misión de Jiangnan en 1637, abrió su primer puesto misional (1640) en Chengdu, en la provincia de Sichuan. En 1642, se le unió Gabriel de Magalhães, y ambos trabajaron juntos el resto de sus vidas. Sus esfuerzos produjeron frutos hasta 1644, cuando el pretendiente anti-Ming al trono, Zhang Xianzhong, ocupó Chengdu. Pensando que también él debería tener consejeros jesuitas, como la corte de los Ming, Zhang forzó a los dos jesuitas a entrar a su servicio. 
Con la derrota de Zhang (1647) por las fuerzas manchúes, los dos misioneros fueron llevados a Pekín y encarcelados. Lograron la libertad por intervención de Johann Adam Schall von Bell ante el joven emperador Shunzhi. Tras la muerte de Shunzhi (1661), y, durante la minoría de su hijo Kangxi, los ataques de Yang Guangxian contra los jesuitas de la Comisión de Astronomía y de la misión, llevaron a la «Persecución de los Cuatro Regentes» (1661-1671) y a la reclusión (1665-1671) en Cantón, de todos los misioneros extranjeros (menos los cuatro que residían en Pekín: Buglio, Magalhães, Schall y Ferdinand Verbiest). Durante la reclusión, los jesuitas de Pekín intentaron que se abrogase la prohibición y siempre mantuvieron a los presos informados.
Buglio falleció en Pekín y fue enterrado en el Cementerio de Zhalan.

## Obra
Sus escritos pueden dividirse en tres grupos:
- el secular: Yulan xifang yaoji se escribió, con la ayuda de Magalhães y Verbiest, para uso imperial, y trata sobre las costumbres de los países europeos más importantes; Shisi shuo es un tratado sobre leones y Jincheng ying shuo, sobre halcones;
- el apologético, filosófico y teológico: entre ellos esta Budeyibian (Yo tenía que entrar en esta disputa), su respuesta al Budeyi (Yo lo tenía que hacer) de Yang Guangxian;
- traducciones: entre éstas las del Misal romano, Breviario romano, etc., que resultaron importantes al obtener permiso Nicolas Trigault para usar el chino en las ceremonias litúrgicas.

## Obras
- Tianzhu xingti (Sobre Dios y sus atributos) (Pekín, 1654).
- Tianxue zhenguan (Una explanación verdadera de las leyes de Dios) (Pekín, 1662).
- Tianzhu jiangsheng (Sobre la Encarnación del Hijo de Dios) (Pekín, 1668).